# Chamaeota subolivascens
Chamaeota subolivascens är en svampart som beskrevs av Courtec. 1991. Chamaeota subolivascens ingår i släktet Chamaeota och familjen Pluteaceae.   Inga underarter finns listade i Catalogue of Life.